# Nieder-Hilbersheim
Nieder-Hilbersheim è un comune di 620 abitanti della Renania-Palatinato, in Germania.
Appartiene al circondario (Landkreis) di Magonza-Bingen (targa MZ) ed è parte della comunità amministrativa (Verbandsgemeinde) di Gau-Algesheim.

## Nome
1. ↑  Ente statistico Rheinland-Pfalz - Popolazione dei comuni